# 杨家将 (1983年电视剧)
《杨家将》，是山西電視台于1983年製作的電視劇，描述了楊家將的故事。本劇主演齐卡·库尔班、常文治、張紀中等，本劇僅製作三集（《战幽州》、《双龙会》、《金沙滩》），後來山西電視台于1991年製作32集的全本《楊家將》。

## 演员表
- 宋太宗——齐卡·库尔班
- 杨继业——常文治
- 杨大郎杨延平——齐卡·库尔班
- 杨二郎杨延定——阎忠良
- 杨三郎杨延庆——潘引来
- 杨四郎杨延辉——杨大伟
- 杨五郎杨延德——孙飞鹏
- 杨六郎杨延昭——张纪中
- 杨七郎杨延嗣——王为念、郝文武
- 八贤王——孙承政
- 潘仁美——周西梦
- 呼延赞——黄大光
- 傅龙——刘小平
- 岳虎——董怀玉
- 奴奴——于秉瑞
- 佘赛花——张登桥
- 天庆王——张柏林
- 韩昌——阎雨生
- 萧天佐——李玉山
- 萧天佑——邢国洲
- 耶律灰——刘玉玺
- 老臣——陈大用
- 侍卫——彭政

## 職員表
- 导演：孙伟
- 编剧：梁枫、冯铁山
- 副导演：彭政
- 监制：朱光耀
- 摄像：张绍林、徐重民
- 演奏：济南军区前卫文工团歌舞团
- 制片：段成明
- 出品人：彭政